# Luca Butkovic
Luca Romeo Butkovic (* 5. September 2004 in Berlin) ist ein deutscher Fußballspieler.

## Karriere
Butkovic begann seine Karriere beim FC Viktoria 1889 Berlin. Zur Saison 2018/19 wechselte er zu Tennis Borussia Berlin. Zur Saison 2019/20 wechselte er in die Jugend des Hamburger SV. Dort rückte er zur Saison 2020/21 in den Kader der B-Junioren, zur Saison 2021/22 wurde er dann in den Kader der A-Junioren übernommen, für die er insgesamt 33 Mal in der Bundesliga auflief.
Zur Saison 2023/24 wechselte Butkovic zum österreichischen Zweitligisten SV Lafnitz. Bei den Steirern spielt er zunächst primär für die Amateure. Sein Debüt in der 2. Liga gab er schließlich im März 2024, als er am 21. Spieltag jener Saison gegen Schwarz-Weiß Bregenz in der 83. Minute für Jakob Knollmüller eingewechselt wurde.